# Amanda Klein
Amanda Klein (Rio de Janeiro, 13 de setembro de 1980) é uma jornalista e radialista brasileira. Formou-se em jornalismo na Pontifícia Universidade Católica de São Paulo, está na Rede TV! desde 2011 e atualmente é âncora do principal telejornal da emissora, o RedeTV! News. No UOL, é apresentadora do Mercado Aberto, tendo tido passagens pela Jovem Pan News, BandNews e SBT 

## Carreira
Em 2002, aos vinte e um anos de idade e ainda estudante de jornalismo, Amanda Klein apresentou o seu primeiro telejornal, chamado Jornal Interativo, exibido numa Web TV chamada AllTV, canal este que é a primeira emissora de televisão no formato "crossmedia" no Brasil, pioneira em webjornalismo.
Em 2004, a jornalista foi para a BandNews TV, onde exerceu a função de repórter de Economia, cobrindo a Bolsa de Valores de São Paulo e também fazendo apresentação de noticiários da emissora de TV por assinatura do Grupo Bandeirantes.
Em 2007, Amanda Klein foi para o SBT. Na emissora de Sílvio Santos ela foi repórter durante toda a sua passagem. 
Em 2009, Klein foi premiada junto com a equipe do SBT com o Prêmio ABCR (Associação Brasileira de Concessionárias de Rodovias) na categoria Jornalismo. O prêmio foi concedido para distinguir os melhores trabalhos sobre as rodovias brasileiras e divulgar a participação da iniciativa privada na operação e administração da infraestrutura rodoviária.
No final de 2011, a jornalista saiu do SBT para ir à RedeTV!, inicialmente para apresentar o programa Tema Quente. O também jornalista Kennedy Alencar apresentava o programa direto de Brasília, e a Amanda fazia o programa nas sextas-feiras, entrevistando personalidades da cultura e do meio artístico.
Ainda em 2011 a jornalista Rita Lisauskas reclamou de atrasos de salários e ironizou Amilcare Dallevo e Marcelo de Carvalho, os donos da RedeTV!. Rita foi suspensa e substituída por Amanda Klein na apresentação do RedeTV! News. Posteriormente, em Janeiro de 2012, Amanda Klein foi efetivada definitivamente como âncora do telejornal, após a saída de Rita Lisauskas. Em 2013, começou a apresentar o programa de entrevistas É Notícia, que durou sete anos no ar. O programa entrevistou personalidades de destaque na política, economia, educação e cultura.
A jornalista Amanda Klein mediou os debates das Eleições estaduais do Rio de Janeiro em 2014 que foram transmitidos simultaneamente pela RedeTV! em parceria com o Portal iG.
Em 2016, Amanda Klein e Mariana Godoy apresentaram debates eleitorais para as disputas à prefeitura de Belo Horizonte, Rio de Janeiro e São Paulo em parceria com VEJA, portal UOL e Facebook e a RedeTV!. Em 2018, Klein e Godoy repetiram a parceria no debate presidencial no primeiro turno, desta vez ao lado de Boris Casoy.
Também na RedeTV!, à partir de setembro de 2020, Amanda Klein fez parte do programa Opinião no ar, ao lado de Sílvio Navarro e, posteriormente, de Rodrigo Constantino. O programa de debates foi comandado por Luís Ernesto Lacombe.  Em 2022, o programa saiu do ar na TV, mas passou a ser exibido nos canais digitais da emissora em formato podcast através no Youtube, contudo, foi extinto sem alardes. 
Em março de 2021, Amanda Klein foi anunciada como a nova colunista da Jovem Pan no Programa 3 em 1.
Em julho de 2021, a jornalista pediu o seu afastamento do programa, alegando um ambiente tóxico e ataques pessoais dirigidos a ela.
Amanda Klein continua na Jovem Pan, fazendo comentários, desta vez no Jornal da Manhã.. Em maio de 2022, Klein volta a participar do RedeTV! News, desta vez como comentarista. Em 2023, volta a ser apresentadora do telejornal RedeTV! News.
Em 2024, Amanda Klein mediou os debates para Eleição municipal de São Paulo em 2024. No primeiro turno o debate mediado por Amanda foi realizado em parceiria entre a RedeTV! e o UOL. Klein teve que intervir durante a realização do debate em virtude de uma discussão entre os candidatos Pablo Marçal (PRTB) e Ricardo Nunes (MDB), a jornalista teve adverti-los verbalmente. No segundo turno, a parceiria entre RedeTV! e UOL foi reiterada incluindo a participação da Folha de S.Paulo. O evento seria um debate entre os candidatos Ricardo Nunes (MDB) e Guilherme Boulos (PSOL), mas Nunes cancelou a participação, sendo assim o debate se tornou uma sabatina realizada por Amanda Klein e Fabíola Cidral, jornalista do UOL. Em outubro de 2024, Amanda deixa a TV Jovem Pan News.
É também conhecida por protagonizar uma gafe que viralizou no YouTube, onde apresentava um convidado ao vivo no jornal, o convidado além de não acertar o sobrenome de Amanda, ainda erra o nome da emissora, causando humor até hoje de quem revê a cena.